# 兰特 (马恩省)
兰特（法語：Linthes，法語發音：[lɛ̃t]）是法国马恩省的一个市镇，属于埃佩尔奈区。

## 地理
兰特（48°43'48"N, 3°50'50"E）面积9.03 平方千米，位于法国大東部大區马恩省，该省份为法国东北部内陆省份，北起阿登省，西北接埃纳省，西南接塞纳-马恩省，南至奥布省，东南接上马恩省，东临默兹省。
与兰特接壤的市镇（或旧市镇、城区）包括：阿勒芒、科南特尔、普勒尔、兰泰勒、大布鲁西、圣卢。

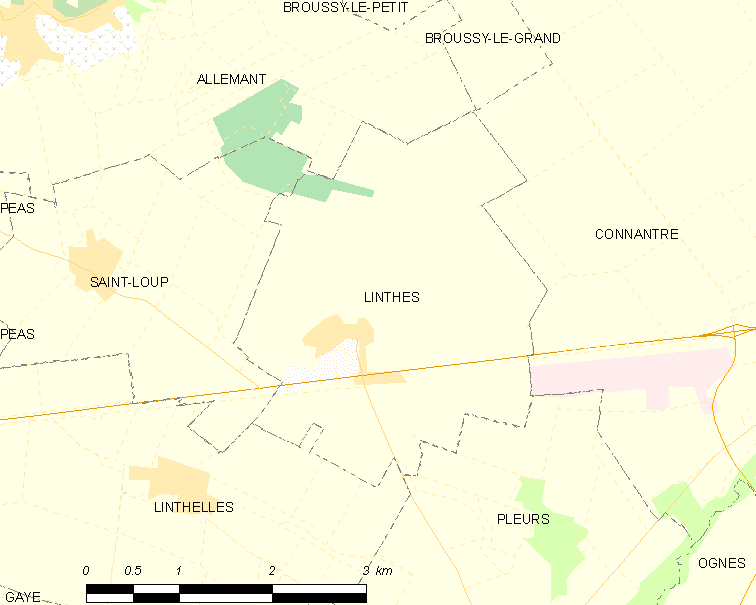
的OSM定位图

兰特的时区为UTC+01:00、UTC+02:00（夏令时）。

## 行政
兰特的邮政编码为51230，INSEE市镇编码为51324。

## 政治
兰特所属的省级选区为塞扎讷-布里-香槟县。

## 人口

1962-2008年间人口变化图示

兰特于2022年1月1日时的人口数量为111人。